# 나이지리아 성공회

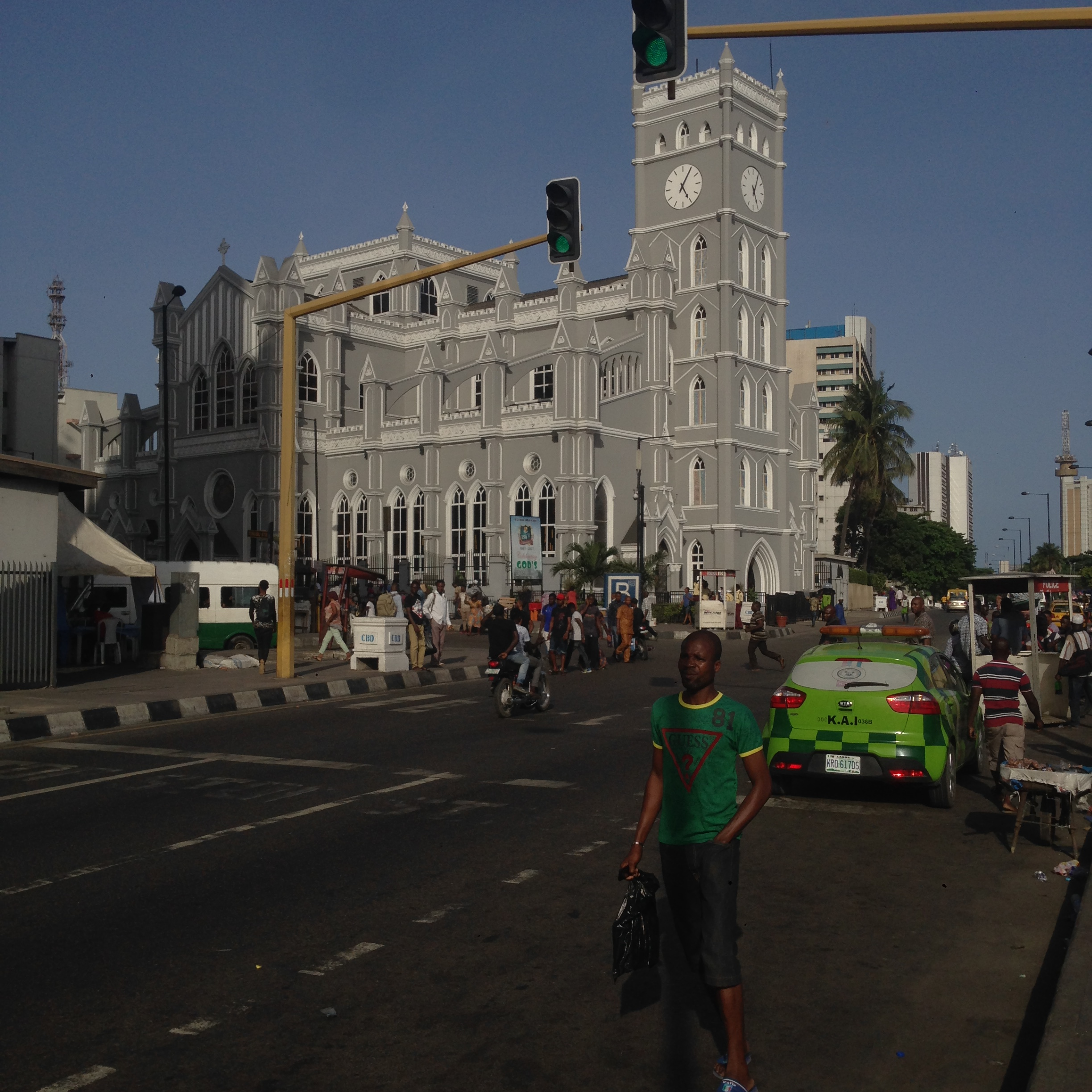

나이지리아 성공회(Church of Nigeria)는 나이지리아의 성공회이다. 세계 성공회 공동체(영어: Anglican Communion)의 성공회 교회중에서 영국 성공회 다음으로 두 번째로 큰 성공회 교회이다. 나이지리아에서는 가장 신자 수가 많은 기독교 교회이다.
나이지리아 성공회의 교인 수는 약 2,500만명 이상이고 주교 수는 122명, 소속 관구는 11개이다. 주교좌 성당은 아부자에 위치하고 있다.

## 역사
나이지리아에 처음 영국 성공회가 복음 전파 사역을 시작한 때는 1842년이다. 100년쯤 지난 1940년에는 서아프리카 지역에서 처음으로 라고스를 관할교구로 하는 성공회 주교가 서품을 받았다.
2010년 현재 나이지리아 성공회 관구장은 니콜라스 디케노리에히 오로고도 오코 대주교(The Most Revd. Nicholas Dikeriehi Orogodo Okoh, 1952년-)이다. 니콜라스 주교는 오와 알레로의 성 니콜라스 성공회 신학교를 졸업하였다.
나이지리아 성공회는 성서적인 신앙, 영적인 활력, 일치, 그리스도의 제자화, 스스로 돕기, 생활속의 전도, 사회선교, 그리스도를 열성적으로 사랑하는 교회의 모범을 사목 목표로 하고 있다.

## 같이 보기
- 성공회